# Melattur
Melattur è una suddivisione dell'India, classificata come town panchayat, di 7.815 abitanti, situata nel distretto di Thanjavur, nello stato federato del Tamil Nadu. In base al numero di abitanti la città rientra nella classe V (da 5.000 a 9.999 persone).

## Geografia fisica
La città è situata a 10° 52' 05 N e 79° 14' 36 E.

## Società

### Evoluzione demografica
Al censimento del 2001 la popolazione di Melattur assommava a 7.815 persone, delle quali 3.896 maschi e 3.919 femmine. I bambini di età inferiore o uguale ai sei anni assommavano a 912, dei quali 458 maschi e 454 femmine. Infine, coloro che erano in grado di saper almeno leggere e scrivere erano 5.190, dei quali 2.882 maschi e 2.308 femmine.